# Granton
Granton é uma vila localizada no estado norte-americano de Wisconsin, no Condado de Clark.

## Demografia
Segundo o censo norte-americano de 2000, a sua população era de 406 habitantes.
Em 2006, foi estimada uma população de 391, um decréscimo de 15 (-3.7%).

## Geografia
De acordo com o United States Census Bureau tem uma área de
1,5 km², dos quais 1,5 km² cobertos por terra e 0,0 km² cobertos por água. Granton localiza-se a aproximadamente 341 m acima do nível do mar.

## Localidades na vizinhança
O diagrama seguinte representa as localidades num raio de 24 km ao redor de Granton.